# 松垭镇
松垭镇，是中华人民共和国四川省绵阳市游仙区下辖的一个乡镇级行政单位。

## 行政区划
松垭镇下辖以下地区：
鹤翔社区、白山社区、德政社区、活观音社区、日新社区、白山寺村、五道坪村、活观音村、日新村、龙洞子村、庙基子村、宝塔寺村、方山寺村和普照寺村。